# Persone di nome Ali/Calciatori
| Questa pagina contiene informazioni ricavate automaticamente dalle voci biografiche con l'ausilio del template Bio e di un bot. L'aggiornamento è periodico e automatico e ricostruisce completamente la pagina. Se manca una persona in questa lista, sei pregato di non aggiungerla, ma accertati piuttosto che la sua voce biografica contenga il template Bio e che i dati anagrafici siano correttamente compilati. Se il template Bio manca, inseriscilo tu stesso o, in alternativa, metti l'avviso {{tmp\|Bio}} che ne segnala la mancanza. Se i dati riportati sono sbagliati, correggi direttamente la voce biografica; le modifiche saranno visibili in questa lista entro pochi giorni. Per chiarimenti vedi il progetto antroponimi. La lista contiene solo le 132 persone che sono citate nell'enciclopedia e per le quali è stato implementato correttamente il template Bio. Pagina aggiornata al 22 lug 2025. |

Questa è una lista di persone presenti nell'enciclopedia che hanno il nome Ali e sono calciatori.

## A(40)
- Ali Abbas Yasin, ex calciatore emiratino (Sharjah, n. 1979)
- Ali Abdi, calciatore tunisino (Sfax, n. 1993)
- Ali Abdulkadir, ex calciatore somalo (n. 1995)
- Ali Saeed Abdulla, ex calciatore bahreinita (n. 1979)
- Ali Abu Eshrein, calciatore sudanese (n. 1989)
- Ali Adem, calciatore macedone (Skopje, n. 2000)
- Ali Adnan Kadhim, calciatore iracheno (Baghdad, n. 1993)
- Ali Afif, calciatore qatariota (Doha, n. 1988)
- Ali Ahamada, calciatore francese (Martigues, n. 1991)
- Ali Ahmed, calciatore canadese (Toronto, n. 2000)
- Ali Akman, calciatore turco (Bursa, n. 2002)
- Ali Al Haj, calciatore libanese (Beirut, n. 2001)
- Ali Alamri, calciatore emiratino (n. 1993)
- Ali Al Saadi, calciatore libanese (Beirut, n. 1986)
- Ali Al Thani, ex calciatore bahreinita (n. 1972)
- Ali Al-Abdali, ex calciatore saudita (n. 1979)
- Ali Al-Ajmi, ex calciatore omanita (n. 1984)
- Ali Al-Asmari, calciatore saudita (Gedda, n. 1997)
- Ali Al-Beshari, ex calciatore libico (n. 1962)
- Ali Al-Bulaihi, calciatore saudita (n. 1989)
- Ali Al-Busaidi, calciatore omanita (Sohar, n. 1991)
- Ali Al-Habsi, ex calciatore omanita (Mascate, n. 1981)
- Ali Al-Hamadi, calciatore iracheno (al-'Amara, n. 2002)
- Ali Al-Hassan, calciatore saudita (Al-Hufuf, n. 1997)
- Ali Abbas Al-Hilfi, ex calciatore iracheno (Baghdad, n. 1986)
- Ali Al-Hosani, calciatore emiratino (n. 1988)
- Ali Al-Jabri, calciatore omanita (Al-Buraymi, n. 1990)
- Ali Maqseed, calciatore kuwaitiano (Al Kuwait, n. 1986)
- Ali Salim Al-Nahar, calciatore omanita (Salalah, n. 1992)
- Ali Al-Namash, ex calciatore kuwaitiano (n. 1982)
- Ali Al-Nono, ex calciatore yemenita (n. 1980)
- Ali Al-Wehaibi, ex calciatore emiratino (Al Ain, n. 1983)
- Ali Hassan Al-Yami, ex calciatore saudita (Khafji, n. 1972)
- Ali Olwan, calciatore giordano (Amman, n. 2000)
- Ali Alipour, calciatore iraniano (Qaemshahr, n. 1995)
- Ali Asel, ex calciatore kuwaitiano (n. 1976)
- Ali Ashfaq, calciatore maldiviano (Male, n. 1985)
- Ali Ashourizad, ex calciatore iraniano (Rasht, n. 1980)
- Ali Msarri, calciatore emiratino (Al Ain, n. 1981)
- Ali Shafi, calciatore egiziano (n. 1908)

## B(11)
- Ali Badavi, ex calciatore iraniano (Ahvaz, n. 1982)
- Ali Bahjat, calciatore iracheno (Baghdad, n. 1992)
- Ali Benarbia, ex calciatore algerino (Orano, n. 1968)
- Ali Bencheikh, ex calciatore algerino (El M'hir, n. 1955)
- Ali Benhalima, ex calciatore e ex giocatore di calcio a 5 algerino (Orano, n. 1962)
- Ali Benouna, calciatore francese (Chlef, n. 1907 - † 1980)
- Ali Beratlıgil, calciatore e allenatore di calcio turco (İzmit, n. 1931 - Istanbul, † 2016)
- Ali Bilgin, ex calciatore turco (Essen, n. 1981)
- Ali Bouafia, ex calciatore francese (Mulhouse, n. 1964)
- Ali Boumnijel, ex calciatore tunisino (Menzel Sealih, n. 1966)
- Ali Boussaboun, ex calciatore marocchino (Tangeri, n. 1979)

## C(1)
- Ali Curtis, ex calciatore statunitense (Ann Arbor, n. 1978)

## D(4)
- Ali Dembélé, calciatore francese (Villepinte, n. 2004)
- Ali Dia, ex calciatore senegalese (Dakar, n. 1965)
- Ali Doumbia, ex calciatore ivoriano (n. 1962)
- Ali Diab, ex calciatore siriano (Damasco, n. 1982)

## E(4)
- Ali El Khattabi, ex calciatore marocchino (Schiedam, n. 1977)
- Ali El-Hassani, calciatore egiziano (Il Cairo, n. 1897 - † 1976)
- Ali El-Omari, ex calciatore francese (Châteaudun, n. 1978)
- Ali El-Said, calciatore egiziano (Beni Suef, n. 1908 - † 1979)

## F(3)
- Ali Fasir, calciatore maldiviano (Atollo Baa, n. 1988)
- Ali Fathi, calciatore egiziano (Il Cairo, n. 1992)
- Ali Fayez, calciatore iracheno (n. 1993)

## G(6)
- Ali Gabr, calciatore egiziano (Ismailia, n. 1989)
- Ali Gadžibekov, ex calciatore russo (Machačkala, n. 1989)
- Ali Gerba, ex calciatore camerunese (Yaoundé, n. 1981)
- Ali Reza Ghesghayan, ex calciatore iraniano (n. 1954)
- Ali Gholizadeh, calciatore iraniano (Namin, n. 1996)
- Ali Ghorbani, calciatore iraniano (Savadkuh, n. 1990)

## H(6)
- Ali Hafeedh, calciatore yemenita (n. 1997)
- Ali Hamam, calciatore libanese (Beirut, n. 1986)
- Ali Haram, calciatore bahreinita (n. 1988)
- Ali Hisni, calciatore iracheno (Bassora, n. 1994)
- Ali Hussein, calciatore iracheno (n. 1961 - Baghdad, † 2016)
- Ali Khaseif, calciatore emiratino (Abu Dhabi, n. 1987)

## I(1)
- Ali Lotfi, calciatore egiziano (Il Cairo, n. 1989)

## J(3)
- Ali Jabbari, ex calciatore iraniano (Tehran, n. 1946)
- Ali Javadi, ex calciatore e ex giocatore di calcio a 5 iraniano (n. 1967)
- Ali Jemal, calciatore tunisino (Tunisi, n. 1990)

## K(8)
- Ali Kaabi, ex calciatore tunisino (n. 1953)
- Ali Karimi, calciatore iraniano (Esfahan, n. 1994)
- Ibra Kébé, ex calciatore senegalese (Thiès, n. 1978)
- Ali Kemal Denizci, ex calciatore turco (Trabzon, n. 1950)
- Ali Al-Dhanhani, calciatore emiratino (Dibba Al-Fujairah, n. 1991)
- Ali Khatib, calciatore palestinese (Shefaram, n. 1989)
- Ali Kitonsa, calciatore ugandese (Distretto di Butambala, n. 1939 - † 2013)
- Ali Küçik, calciatore turco (İnebolu, n. 1991)

## L(1)
- Ali Lajami, calciatore saudita (Qatif, n. 1996)

## M(13)
- Ali M'Madi, calciatore francese (Marsiglia, n. 1990)
- Ali Mabkhout, calciatore emiratino (Abu Dhabi, n. 1990)
- Ali Madan, calciatore bahreinita (Jidd Haffs, n. 1995)
- Ali Majrashi, calciatore saudita (n. 1999)
- Ali Malolah, calciatore qatariota (n. 1999)
- Ali Maâloul, calciatore tunisino (Sfax, n. 1990)
- Ali Mehmedi, ex calciatore albanese (Tirana, n. 1966)
- Ali Mejbel, calciatore qatariota (n. 1982)
- Ali Meçabih, ex calciatore algerino (Hammam Bou Hadjar, n. 1972)
- Ali Mirzaostovari, ex calciatore iraniano (n. 1973)
- Ali Mousavi, ex calciatore iraniano (Khorramshahr, n. 1976)
- Ali Mohamed, calciatore nigerino (Niamey, n. 1995)
- Ali Mutashar, calciatore iracheno (Baghdad, n. 1989)

## N(2)
- Benjamin Nadjem, calciatore afghano (Kabul, n. 1995)
- Ali Nasser, ex calciatore qatariota (Doha, n. 1986)

## O(3)
- Ali Akbar Ostad-Asadi, ex calciatore iraniano (Tabriz, n. 1965)
- Ali Ottman, ex calciatore israeliano (Sakhnin, n. 1987)
- Ali Ouédraogo, ex calciatore burkinabé (n. 1976)

## Q(3)
- Ali Assadalla, calciatore bahreinita (Manama, n. 1993)
- Ali Qasim, calciatore iracheno (n. 1994)
- Mahmoud Qassim, calciatore emiratino (Dubai, n. 1987)

## R(3)
- Ali Rabo, ex calciatore burkinabé (n. 1986)
- Ali Hussein Rehema, calciatore iracheno (Kerbela, n. 1985)
- Ali Rial, ex calciatore algerino (Zemmouri, n. 1980)

## S(12)
- Alireza Beiranvand, calciatore iraniano (Khorramabad, n. 1992)
- Ali Sabeh, calciatore libanese (Burj El Barajneh, n. 1994)
- Ali Sadiki, calciatore zimbabwese (Harare, n. 1987)
- Ali Salama, calciatore libico (n. 1987)
- Ali Saleh, calciatore emiratino (Dubai, n. 2000)
- Ali Salmeen, calciatore emiratino (n. 1995)
- Ali Samereh, ex calciatore iraniano (Rafsanjan, n. 1977)
- Ali Shahin, ex calciatore maldiviano (n. 1972)
- Ali Wahaib Shnaiyn, ex calciatore iracheno (Baghdad, n. 1975)
- Ali Shojaei, ex calciatore iraniano (n. 1953)
- Ali Silas, ex calciatore vanuatuano (Port Vila, n. 1982)
- Ali Sowe, calciatore gambiano (Banjul, n. 1994)

## T(3)
- Ali Thani, ex calciatore emiratino (n. 1968)
- Ali Tneich, calciatore libanese (Jwaya, n. 1992)
- Ali Turan, ex calciatore turco (Kayseri, n. 1983)

## V(1)
- Ali Şaşal Vural, calciatore turco (Smirne, n. 1990)

## Y(3)
- Ali Yaşar, calciatore belga (Liegi, n. 1995)
- Ali Akbar Yousefi, ex calciatore iraniano (n. 1969)
- Ali Youssef, calciatore svedese (Göteborg, n. 2000)

## Z(1)
- Ali Zitouni, ex calciatore tunisino (Tunisi, n. 1981)